# Josefa Ros Verdugo
Josefa Ros Verdugo, més coneguda com a Fina Ros (Barcelona, 18 de març de 1946) és una exfutbolista catalana, considerada una de les pioneres del futbol femení a Catalunya.
Migcampista, disputà el primer partit del Futbol Club Barcelona femení –sota el nom de Selecció Ciutat de Barcelona–, juntament amb altres futbolistes com Carme Nieto, Alicia Estivill, Lolita Ortiz i Imma Cabecerán, principal promotora de l'esdeveniment. El partit es jugà a l'estadi Camp Nou davant 60.000 espectadors contra la Unió Esportiva Centelles el dia de Nadal de 1970. Entre altres tornejos, competí al primer Campionat de Catalunya femení oficiós (1971), anomenat Copa Pernod per motius de patrocini. Amb l'entitat blaugrana jugà durant cinc temporades (1970-75).